# Pfälzische P 3.II
Die Dampflokomotive der Gattung P 3II der Pfälzischen Eisenbahn war eine Versuchslokomotive. Wie bei der Gattung P 3I handelte es sich um eine Atlantic-Lokomotive (Achsfolge 2'B1') mit innenliegenden Zylindern. Anders als die P 3I hatte die P 3II jedoch ein Verbundtriebwerk.
Auffälligstes Merkmal der 1900 von Krauss gebauten Lokomotive war eine in das vordere Drehgestell integrierte Anfahrhilfe. Zwischen den beiden Laufachsen des Drehgestells befand sich eine dritte Achse, die von einer Zweizylinder-Dampfmaschine angetrieben wurde. Diese Achse wurde beim Anfahren mit Hilfe eines Dampfzylinders gegen die Schienen gepresst, wodurch sich die Reibungslast von 276,6 kN auf 407,1 kN erhöhte. Diese Konstruktion, die in ähnlicher Form schon 1896 bei der Bayerischen AA I angewandt worden war, kann als Vorläufer des Boosters betrachtet werden.
Eine weitere Besonderheit der P 3II waren beidseitig des Aschkastens angebrachte Ausgleichsgewichte, die über Kuppelstangen bewegt wurden und die hin- und hergehenden Massen des Triebwerks ausgleichen sollten.
Beide Innovationen bewährten sich nicht. Das Hilfstriebwerk ließ sich nicht zuverlässig betreiben, und ein weiteres Problem war die bei angehobener Zusatzachse sehr hohe Achslast der führenden Drehgestellachse, eine Folge der nach vorne überhängenden Zylinder. Die Achse war dabei mit 145,2 kN sogar höher belastet als die Treibachsen.

P 3.II im Zustand nach dem Umbau von 1902

1902 wurde die Lokomotive umgebaut, wobei sowohl der Hilfsantrieb als auch die Ausgleichsgewichte entfernt wurden. Außerdem wurde der Sandkasten nach hinten verlegt, so dass jetzt beide Kuppelachsen gesandet werden konnten. Durch den Umbau entstand eine weiterhin etwas ungewöhnlich aussehende, jedoch brauchbare Lokomotive, die erst 1924 ausgemustert wurde. Im vorläufigen Umzeichnungsplan der Deutschen Reichsbahn war für sie noch die Nummer 14 121 vorgesehen.